# بیلا (ناحیه پلهریموف)
بیلا (به چکی: Bělá) یک منطقهٔ مسکونی در جمهوری چک است که در ناحیه پلهریموو واقع شده‌است. بیلا ۳٫۳ کیلومتر مربع مساحت و ۵۶ نفر جمعیت دارد و ۶۸۱ متر بالاتر از سطح دریا واقع شده‌است.